# Jérôme Labourt
Œuvres principales
- Le christianisme dans l'Empire perse sous la dynastie sassanide (1904)
- Six entretiens sur le Pater (1924)

Jérôme Labourt (1874-1957) est un prêtre catholique, théologien et historien du christianisme.

## Biographie
Né à Paris le 2 mars 1874, Jérôme Labourt entre au séminaire de Saint-Sulpice en 1890, et fut ordonné prêtre en 1897. Il obtient un doctorat de théologie avec sa thèse sur le Patriarche nestorien Timothée Ier.
Il publie en 1904 Le Christianisme dans l’empire perse sous la dynastie sassanide (224-632), qui est le premier ouvrage écrit en français sur l’Église d’Orient sous les Sassanides. Avec cette étude, son œuvre la plus connue est sa traduction intégrale de la correspondance de Saint-Jérôme, appréciée pour son « nerf et [sa] verve malicieuse », et jugée « précise, très sentie, littéraire dans toute l'acception du mot ».
Il fut notamment directeur du collège Stanislas à Paris, curé de la paroisse Saint-Honoré d'Eylau, puis vicaire général du diocèse de Paris et chanoine de la cathédrale Notre-Dame de Paris.

## Œuvres
- De Timotheo I, Nestorianorum patriarcha (728-823) et Christianorum orientalium condicione sub Chaliphis Abbasidis, thèse soutenue devant la faculté de lettres de Paris, Victor Lecoffre, 1904
- Le christianisme dans l'empire perse sous la dynastie sassanide (224-632), Paris, Librairie Victor Lecoffre, coll. « Bibliothèque de l'enseignement de l'histoire ecclésiastique », 1904, 372 p. (BNF 30705301, lire en ligne), p. 130-141.
- Cours supérieur d'instruction religieuse. Israël, Jésus-Christ, l'Eglise catholique, Paris, Gabalda, 1909
- Six entretiens sur le Pater, Librairie Lecoffre & éditions Spes, 1924
- Articles « Arsacidæ », « Chaldean Christians », « St. Ephraem », « Ibas », « Isaac of Seleucia », « Maphrian », « Maronites » de la Catholic Encyclopedia

## Traductions
- Saint-Jérôme, Correspondance, Paris, Les Belles Lettres
- Les Odes de Salomon, une œuvre chrétienne des environs de l'an 100-120, Paris, Gabalda, 1911
- Les Canons ecclésiastiques du patriarche nestorien Timothée Ier, Paris, Lethielleux, 1907